# Jeremy Ratchford
Jeremy Ratchford (Kitchener, 6 agosto 1965) è un attore canadese.
Reso celebre soprattutto per l'interpretazione del detective Nick Vera nella serie televisiva Cold Case - Delitti irrisolti.

## Filmografia parziale

### Cinema
- Junior, regia di Jim Hanley (1985)
- The Truth About Alex, regia di Paul Shapiro (1986)
- The Vindicator, regia di Jean-Claude Lord (1986)
- Young Again, film TV, regia di Steven Hilliard Stern (1986)
- As Is, film TV, regia di Michael Lindsay-Hogg (1986)
- Hearts of Fire, regia di Richard Marquand (1987)
- Corto circuito 2 (Short Circuit 2), regia di Kenneth Johnson (1988)
- Prom Night III - L'ultimo bacio (Prom Night III: The Last Kiss), regia di Ron Oliver e Peter R. Simpson (1990)
- The Events Leading Up to My Death, regia di Bill Robertson (1991)
- In cerca di papà (Change of Heart), regia di Donald Shebib (1992)
- Gli spietati (Unforgiven), regia di Clint Eastwood (1992)
- The Stupids, regia di John Landis (1996)
- L'incredibile volo (Fly Away Home), regia di Carroll Ballard (1996)
- I soliti amici (The Crew), regia di Michael Dinner (2000)
- Blacktop, regia di T.J. Scott (2000)
- The Barber, regia di Michael Bafaro (2001)
- Angel Eyes - Occhi d'angelo (Angel Eyes), regia di Luis Mandoki (2001)
- Century Hotel, regia di David Weaver (2001)

### Televisione
- I Campbell (The Campbell) – serie TV, 1 episodio (1986)
- Facile preda (Easy Prey), regia di Sandor Stern – film TV (1986)
- CBS Schoolbreak Special – serie TV, 1 episodio (1987)
- Night Heat – serie TV, 2 episodi (1987)
- The Prodigious Hickey, regia di Robert Iscove – film TV (1987)
- Diamonds – serie TV, 1 episodio (1987)
- Alfred Hitchcock presenta (Alfred Hitchcock Presents) – serie TV, 1 episodio della terza stagione (1988)
- La guerra dei mondi (War of the Worlds) – serie TV, 1 episodio (1988)
- Poliziotto a 4 zampe (Katts and Dog) – serie TV, 1 episodio (1991)
- Counterstrike – serie TV, 1 episodio (1991)
- Oltre la realtà (Beyond Reality) – serie TV, 1 episodio (1992)
- A Savage Christmas: The Fall of Hong Kong, regia di Brian McKenna – film TV (1992)
- Insuperabili X-Men (X-Men) – serie animata, 5 episodi (1992)
- The Kids in the Hall – serie TV, 1 episodio (1993)
- Secret Service – serie TV, 2 episodi (1992-1993)
- Matrix – serie TV, 1 episodio (1993)
- Street Legal – serie TV, 3 episodi (1989-1993)
- RoboCop – serie TV, 1 episodio (1994)
- Small Gifts, regia di Eric Till – film TV (1994)
- Giuramento di sangue (Getting Gotti), regia di Roger Young – film TV (1994)
- Colomba solitaria (Lonesome Dove: the Series) – serie TV, 1 episodio (1995)
- TekWar – serie TV, 1 episodio (1995)
- The Shamrock Conspiracy, regia di James Frawley – film TV (1995)
- Convict Cowboy, regia di Rod Holcomb – film TV (1995)
- Soldi caldi (Where's the Money, Noreen?), regia di Artie Mandelberg – film TV (1995)
- Moonshine Highway, regia di Andy Armstrong – film TV (1996)
- Generation X, regia di Jack Sholder – film TV (1996)
- Sentinel (The Sentinel) – serie TV, 1 episodio (1997)
- Peacekeepers, regia di Brad Turner – serie TV (1997)
- Ransom - Donne in ostaggio (Home Invasion), regia di David Jackson - film TV (1997)
- Oltre i limiti (The Outer Limits) – serie TV, 1 episodio (1998)
- Brooklyn South – serie TV, 1 episodio (1998)
- Buffy l'ammazzavampiri (Buffy The Vampire Slayer) – serie TV, 2 episodi (1998)
- JAG - Avvocati in divisa (JAG) – serie TV, 1 episodio (1999)
- Turks – serie TV, 1 episodio (1999)
- Walker Texas Ranger – serie TV, 1 episodio (1999)
- I magnifici sette (The Magnificent Seven) – serie TV, 1 episodio (2000)
- The Wild ThornBerrys – serie TV, 1 episodio (2000)
- The Sports Pages, regia di Richard Benjamin – film TV (2001)
- The Practice - Professione avvocati (The Practice) – serie TV, 2 episodi (1997-2002)
- CSI - Scena del crimine (CSI: Crime Scene Investigation) – serie TV, 1 episodio (2002)
- NYPD - New York Police Department ( NYPD Blue) – serie TV, 1 episodio (2002)
- Blue Murder – serie TV, 26 episodi (2001-2003)
- Cold Case - Delitti irrisolti (Cold Case) – serie TV, 156 episodi (2003-2010)
- Perception – serie TV, episodio 1x01 (2012)
- The Mentalist – serie TV, 1 episodio (2015)
- NCIS - Unità anticrimine (NCIS) – serie TV, episodio 13x09 (2015)
- Chicago P.D. – serie TV, 1 episodio (2016)
- Hudson & Rex – serie TV, 2 episodi (2019)

## Doppiatori italiani
Nelle versioni in italiano delle opere in cui ha recitato, Jeremy Ratchford è stato doppiato da:
- Pasquale Anselmo in Cold Case - Delitti Irrisolti, Perception, NCIS - Unità anticrimine, NCIS: New Orleans, Chicago P.D.
- Francesco Prando in Buffy - L'Ammazzavampiri
- Fabrizio Pucci in Blue Murder
- Emidio La Vella in Bones
- Bruno Conti in Jersey Boys
- Stefano Mondini in The Mentalist
- Maurizio Fiorentini in Hudson & Rex (ep. 1x01)
- Stefano Alessandroni in Hudson & Rex (ep. 2x17)
- Giovanni Caravaglio in FBI